# پلاژیوس دوم

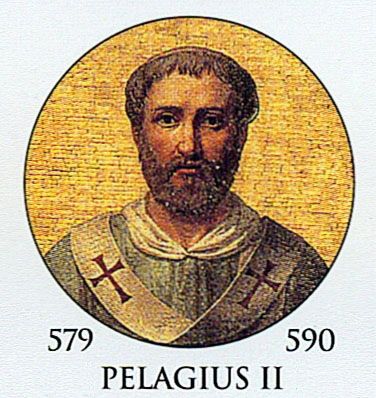

پاپ پلاژیوس دوم (به انگلیسی: Pope Pelagius II) یکی از پاپ‌های کلیسای کاتولیک رم بود که در رم به دنیا آمد و از ۵۷۹ تا ۵۹۰ میلادی پاپ بود.